# Vlaamse Atletiekliga
La Vlaamse Atletiekliga (VAL, en français : Ligue flamande d'athlétisme) est une  association flamande d'athlétisme. Au niveau national, il y a la Ligue royale belge d'athlétisme (KBAB).

## Histoire
En 1889, la première association d'athlétisme est fondée en Belgique, la "Fédération belge des sociétés de course à pied". L'association fait faillite après quelques années en raison de conflits internes. Par la suite, en 1895, l'Union Belge des Sociétés de Sports Athlétiques (UBSSA) est fondée, qui, en plus de l'athlétisme, s'est également concentrée sur le football et le cyclisme. Lorsque ces sports se sont poursuivis indépendamment en 1912, la Ligue belge d'athlétisme est créée (depuis 1929, Ligue royale belge d'athlétisme (LRBA).
À la suite de la fédéralisation du sport, une division flamande et une division francophone sont créées en 1978, la Ligue flamande d'athlétisme (Vlaamse Atletiekliga, VAL) et la Ligue belge francophone d'athlétisme (LBFA). En fait, l'administration de l'athlétisme belge est complètement divisée : la Vlaamse Atletiekliga (Ligue flamande d'athlétisme) en Flandre et la Ligue belge francophone d'athlétisme en Communauté française. Les deux départements ont six représentants au comité exécutif de la LRBA.

## Présidents
Le premier président est Raymond Dubois. Eddy De Vogelaer est le président le plus ancien avec seize ans de service.
| Période de temps | Président        |
| ---------------- | ---------------- |
| 1978 - 1986      | Raymond Dubois   |
| 1986 - 1991      | Guy Van Diest    |
| 1991 - 1998      | Rudy Verlaeckt   |
| 1998 - 1999      | Dirk Janssens    |
| 1999 - 2003      | Guy Van Diest    |
| 2003 - 2019      | Eddy De Vogelaer |
| 2019 - présent   | Gery Follens     |